# Leo-V-Zwerggalaxie
Die Leo-V-Zwerggalaxie, kurz auch Leo V, ist eine spheroidale Zwerggalaxie (dSph) im Sternbild des Löwen. Sie wurde im Jahr 2007 basierend auf den Daten des Sloan Digital Sky Survey entdeckt.
Die Galaxie liegt in einer Entfernung von etwa 180 kpc und entfernt sich von unserer Sonne mit einer Geschwindigkeit von rund 173 km/s. Sie besitzt nahezu sphärische Form und hat einen Halblichtradius von näherungsweise 130 pc.

## Eigenschaften
Leo V ist eine der kleinsten und lichtschwächsten Trabanten der Milchstraße. Die integrale Leuchtkraft der Galaxie ist etwa 10.000-mal so groß wie diejenige der Sonne und beträgt in absoluter Helligkeit MV = (−5,2 ± 0,4) mag (andere Quellen nennen hier auch den Wert −4,3 mag und einen geringeren Halblichtradius von 40 pc, was weniger wäre als der eines typischen Kugelsternhaufens).
Trotzdem beträgt die Masse von Leo V 330.000 Sonnenmassen, was zu einem Masse-Leuchtkraft-Verhältnis von 75 führt. Dieser relativ hohe Wert impliziert eine Dominanz durch Dunkle Materie für diese Galaxie.
Die Sternpopulation der Zwerggalaxie besteht hauptsächlich aus alten Sternen, die sich vor mehr als 12 Milliarden Jahren gebildet haben.
Die Metallizität der Galaxie fällt entsprechend gering aus mit [Fe/H] ≈ −2.0 ± 0.2, d. h., sie besitzt, verglichen mit der Sonne, etwa ein Hundertstel an schweren Elementen.
Leo V ist nur etwa 3 Grad entfernt von einer anderen Satellitengalaxie Leo IV unserer Milchstraße. Letztere liegt noch 20 kpc näher zur Sonne. Es existieren Hinweise, dass beide Galaxien physisch gekoppelt sind, und Beweise für eine Verbindung durch stellare Ströme, einer Sternenbrücke.